# Saint-Julien-lès-Gorze
Saint-Julien-lès-Gorze é uma comuna francesa na região administrativa de Grande Leste, no departamento de Meurthe-et-Moselle. Estende-se por uma área de 10,38 km². Em 2010 a comuna tinha 164 habitantes (densidade: 15,8 hab./km²).